# أحمد بن عبد الله البعلي
شِهَابُ الدِّينِ أَحْمَدُ بْنُ عَبْدِ اللَّهِ بْنِ أَحْمَدَ بْنِ مُحَمَّدِ بْنِ أَحْمَدَ بْنِ مُحَمَّدِ بْنِ مُصْطَفَى الْحَلَبِيُّ الْبَعْلِيُّ الدِّمَشْقِيُّ الْحَنْبَلِيُّ ويُعرف اختصارًا بـ أحمد بن عبد الله البعلي (8، 18 رمضان 1108هـ – 16 محرم 1189هـ / 31 مارس [آذار] 1697م – 18 مارس [آذار] 1775م) هو مفتي وفقيه أصولي حنبلي المذهب، رياضي عالم بالفرائض، أصله من حلب، ومولده ومنشأه ودراسته في دمشق. اشتهر في بعلبك ونسب إليها. وقد كان البعلي زاهداً متواضعاً، وكان يأكل من كسب يمينه في حياكة الألاجة (وهي صناعة نسيج لأثواب الرجال معروفة في دمشق).

## مولده ونشأته
ولد بدمشق 8 رمضان سنة 1108 هـ، ونشأ بها في كنف والده وتلا القرآن الكريم، ثم شرع في طلب العلم مشمراً عن ساق الاجتهاد، فأخذ التفسير والحديث والفقه عن والده الجمال عبد الله بن أحمد البعلي، وعن خاتمة المسندين الشيخ أبي المواهب البعلي مفتي الحنابلة بدمشق، وعن حفيده الشيخ محمد بن عبد الجليل المواهبي، والشيخ عبد القادر بن عمر التغلبي، والشيخ عواد بن عبيد الكوري، والشيخ مصطفى بن عبد الحق اللبدي، وغيرهم. وأخذ التفسير والحديث وباقي العلوم عن جماعة كالأستاذ الشيخ عبد الغني النابلسي الحنفي، والشيخ محمد بن عبد الرحمن الغزي.
وقد حج سنة 1165 هـ، وذهب إلى المدينة المنورة في نفس السنة، ودرس فيها على الشيخ الإمام جعفر بن حسن بن عبد الكريم البرزنجي، ودرّس في المسجد النبوي. كما أنه درّس في الجامع الأموي، وفي شهر شوال سنة 1188 هـ تولى إفتاء الحنابلة في دمشق.

## تلاميذه
تتلمذ عليه جمع من العلماء منهم:
1. محمد شاكر.
2. إبراهيم الجديد.
3. سليم العطار.
4. أحمد بن عبيد العطار.
5. محمد كمال الدين الغزي.

## مؤلفاته
صنف كتبا في الحساب والفرائض والفقه، منها:
- الذخر الحرير في شرح مختصر التحرير. وهو محقق في رسالة ماجستير بجامعة أم القرى كلية الشريعة والدراسات الإسلامية.
- الروض الندي شرح كافي المبتدي - في فقه إمام السنة أحمد بن حنبل. أشرف على طبعه وتصحيحه: الشيخ عبد الرحمن حسن محمود، من علماء الأزهر. كما اعتنى به تحقيقاً وضبطاً وتخريجاً نور الدين طالب. وهو شرح لكتاب (كافي المبتدي) متن مشهور لدى الحنابلة، كثر تداوله، وعمَّ ذكره، وذاع صيته، وهو من تأليف شيخ الحنابلة، الإمام محمد بن بدر الدين بن بلبان الخزرجي الدمشقي، المتوفى سنة 1083 هـ.
وقد طبع الكتاب عدة مرات منها:[8]

1. في مطبعة الترقي الماجدية في مكة المكرمة سنة 1332 هـ في (40) صفحة.
2. في دمشق سنة 1339 هـ بتعليق الشيخ عبد القادر بن بدران.
3. في المطبعة السلفية بمصر سنة 1370 هـ بعناية محب الدين الخطيب، أثبت تعليقات عبد القادر بن بدران على الطبعة الأولى، وحذف مايحسن الاستغناء عنه منها للطلبة الناشئين كما ذكر ذلك في المقدمة.
4. طبعة مكتبة النهضة العلمية في مكة المكرمة سنة 1383 هـ بعناية الشيخ عمر عبد الجبار.
5. طبعة دار البشائر للطباعة والنشر والتوزيع في بيروت سنة 1416 هـ بتحقيق وتعليق محمد بن ناصر العجمي، ومعه حاشية الشيخ عبد القادر بن بدران.

- منية الرائض لشرح عمدة كل فارض. وهذا هو عنوان الكتاب كما جاء في النسخة التي بخط المؤلف. وجاء في النسخة الثانية والتي هي بخط تلميذه بعنوان: (منية الرائض بشرح عمدة كل فارض) والصواب الأول؛ لأنه العنوان الوارد في النسخة التي بخط المؤلف، وهو أعلم بالعنوان الصحيح لكتابه. وقد أخذ بهذا العنوان كل من ترجم للشيخ أحمد بن عبد الله البعلي.
- تعليقات في الحساب والفرائض والفقه.

## وفاته
توفي بدمشق ليلة السبت السادس عشر من محرم سنة 1189 هـ. وصلي عليه في الجامع الأموي، ودفن بمقبرة الباب الصغير، بالقرب من مدفن بني الدسوقي.